# George Legge (3. hrabia Dartmouth)
George Legge (ur. 3 października 1755, zm. 10 listopada 1810) – brytyjski arystokrata i polityk.

## Życiorys
Był synem Williama Legge’a, 2. hrabiego Dartmouth, i Frances Nicoll, córki sir Charlesa Nicolla. Od urodzenia nosił tytuł grzecznościowy „wicehrabiego Lewisham”.
W 1778 r. został wybrany do Izby Gmin jako reprezentant okręgu Plymouth. W 1780 r. zmienił okręg na Horsham, ale jeszcze w tym samym roku przeniósł się do okręgu Staffordshire. Okręg ten reprezentował do 1784 r. 15 czerwca 1801 r. na podstawie procedury writ of acceleration otrzymał należący do ojca tytuł barona Dartmouth i zasiadł w Izbie Lordów. Miesiąc później zmarł jego ojciec i George został 3. hrabią Dartmouth.
3 maja 1781 r. został członkiem Towarzystwa Królewskiego. W 1801 r. został członkiem gabinetu jako przewodniczący Rady Kontroli. W 1802 r. został Lordem Stewardem. Od 1804 r. aż do śmierci był Lordem Szambelanem. W 1805 r. otrzymał Order Podwiązki. Zmarł w 1810 r.

## Rodzina
24 września 1782 r. poślubił lady Frances Finch (zm. 21 listopada 1838), córkę Heneage’a Fincha, 3. hrabiego Aylesford, i lady Charlotte Seymour, córki 6. księcia Somerset. George i Frances mieli razem pięciu synów i siedem córek:
- Harriett Legge (zm. 11 marca 1855), żona generała sir Edwarda Pageta, miała dzieci
- Barbara Maria Legge (zm. 22 kwietnia 1840), żona Francisa Parkera Newdigate’a, miała dzieci
- William Legge (29 listopada 1784 – 22 listopada 1853), 4. hrabia Dartmouth
- Louisa Legge (8 marca 1787 – 13 sierpnia 1816), żona Williama Bagota, 2. barona Bagot, miała dzieci
- Heneage Legge (29 lutego 1788 – 12 grudnia 1844), ożenił się z Mary Johnstone, miał dzieci
- Charlotte Legge (1795 – 15 czerwca 1877), żona George’a Neville’a-Grenville’a, miała dzieci
- Georgina Caroline Legge (ok. 1795 – 11 sierpnia 1855)
- Mary Legge (ok. 1796 – 8 lipca 1886)
- Anne Legge (ok. 1797 – 24 listopada 1885)
- Charles Legge (1799–1821)
- generał Arthur Charles Legge (25 czerwca 1800 – 18 maja 1890), ożenił się z lady Anne Holroyd i Caroline Bouwens, miał dzieci z drugiego małżeństwa
- Henry Legge (1803 – 13 lutego 1887), ożenił się z Marią Rogers, nie miał dzieci